# Sofie Bæk Andersen
Sofie Bæk Andersen, född 15 januari 1994 i Aarhus, är en dansk handbollsspelare som spelar som mittnia (playmaker).

## Klubbkarriär
Sofie Bæk Andersen började spela handboll som litet barn. 2005, när hon var elva år spelade hon för Rødekro IF som senare blev Rødekro/Åbenrå Håndbold. Då hon var 14 spelade hon för SønderjyskE ungdomslag. Hon spelade sitt första juniorår i Midtjylland men då hon var 18 år anslöt hon till seniorlaget i SønderjyskE åren 2012–2014. 2014–2015 var klubbadressen Skive fH innan hon 2015 började spela för Silkeborg-Voel KFUM som hon därefter har representerat. Hon vann skytteligan i danska damehåndboldligaen 2017/2018 då hon spelade för Silkeborg-Voel KFUM.

## Landslagskarriär
Sofie Bæk Andersen har aldrig spelat för Danmarks A-landslag men har 16 matcher för U20-laget med 15 mål noterade

## Personligt
Sofie Bæk Andersen har förutom att vara spelare arbetat administrativt för Silkeborg-Voel KFUM 2017 till 2018 och varit handbollsexpert på TV2 Danmark.